# Прилепи (Пристенський район)
Прилепи  (рос. Прилепы) — присілок в Пристенському районі Курської області Російської Федерації.
Населення становить 189 осіб. Входить до складу муніципального утворення Черновецька сільрада.

## Історія
Населений пункт розташований на території українського етнічного та культурного краю Східна Слобожанщина.
Від 2004 року входить до складу муніципального утворення Черновецька сільрада.

## Населення
| 2002 | 2010 |
| ---- | ---- |
| 241  | ↘189 |